# Площа Героїв Майдану (Луцьк)
50°45′51″ пн. ш. 25°22′00″ сх. д. / 50.76417° пн. ш. 25.36667° сх. д.
Площа Героїв Майдану — один з майданів Луцька.

## Історія
До 1 березня 2014 року являв собою безіменну площу на перехресті проспекту Соборності та проспекту Молоді як продовження останнього, обмежену з двох боків житловою забудовою, з третього — будівлею РАЦСу. Рішенням міської ради від 26.02.2014 № 55/17 «Про надання назви площі міста» площі надано назву Героїв Майдану на честь загиблих учасників Євромайдану. Крім того, тим самим рішенням скверу за будівлею РАЦСу надано назву Героїв Майдану.

## Пам'ятники
У серпні 2008 року на площі було встановено камінь, на місці якого в майбутньому планується спорудження пам'ятника Степану Бандері.

## Установи
- Відділ Реєстрації Актів Цивільного Стану Луцького Міського Управління Юстиції